# Anna Brzezińska (nhà văn)

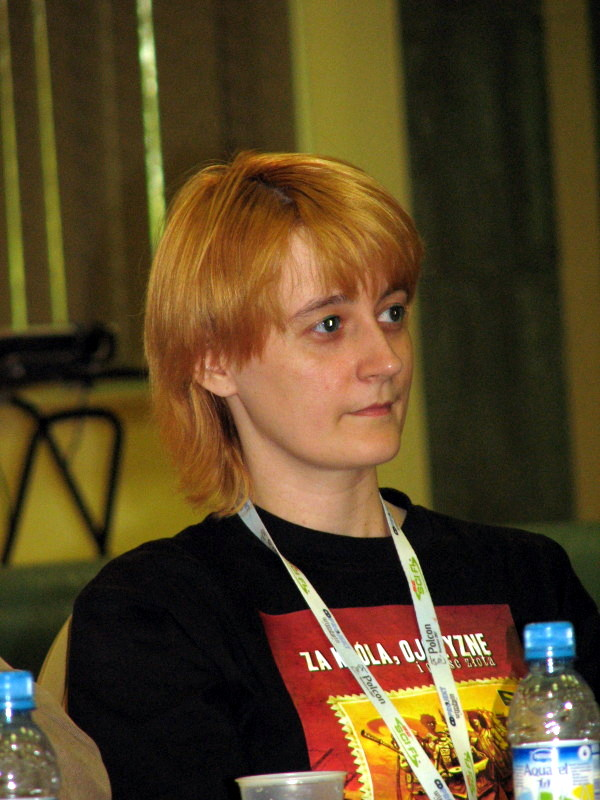
Anna Brzezińska tại Hội nghị Polcon năm 2007 ở Warsaw

Anna Brzezińska (sinh năm 1971) là một nhà văn truyện giả tưởng người Ba Lan.

## Tiểu sử
Anna Brzezińska sinh tại Opole và hiện đang sống ở Warsaw. Cô tốt nghiệp ngành lịch sử tại Đại học Công giáo John Paul II ở Lublin. Cô đã bảo vệ luận án Tiến sĩ về lịch sử thời Trung cổ tại Đại học Trung Âu ở Budapest. Tác phẩm đầu tay của cô là truyện ngắn "A kochał ją, że strach". Tác phẩm này được xuất bản trên tạp chí Magia i Miecz vào năm 1998. Nhờ truyện ngắn này, cô đã được nhận Giải thưởng Janusz A. Zajdel. Sau đó, cô giành được Giải thưởng Zajdel cho tiểu thuyết Żmijowa harfa và truyện ngắn Wody głębokie jak niebo. Brzezińska hiện đồng sở hữu nhà xuất bản RUNA. Trên Internet, cô sử dụng nickname là Sigrid.

## Danh mục

### Tiểu thuyết
- Zbójecki Gościniec (Bandit's Highway) - NOWA (1999); phiên bản sửa đổi được xuất bản với tên Plewy na wietrze (Chaff in the Wind) - RUNA (2006)
- Żmijowa harfa (A Drake Harp) - NOWA (2000)
- Letni deszcz. Kielich (Summer Rain. Cup) -  RUNA (2004)
- Za króla, ojczyznę i garść złota (For the King, the Country and the Handful of Gold) - cộng tác với Grzegorz Wiśniewski, RUNA 2007
- Na ziemi niczyjej (On No Man's Land) - cộng tác với Grzegorz Wiśniewski, RUNA 2008
- Letni deszcz. Sztylet (Summer Rain. Dagger) - RUNA (2009)
- Córki Wawelu. Opowieść o jagiellońskich królewnach (Daughters of Wawel. The story of the Jagiellonian princesses), Cracow, Wydawnictwo Literackie, 2017.

### Tuyển tập truyện ngắn
- Opowieści z Wilżyńskiej Doliny (Tales from the Wilzynska Valley) - RUNA (2002)
- Wody głębokie jak niebo (Waters as Deep as the Sky) - RUNA (2005)
- Wiedźma z Wilżyńskiej Doliny (The Witch of the Wilzynska Valley) - RUNA (2010)